# Nikita Pustoswiat

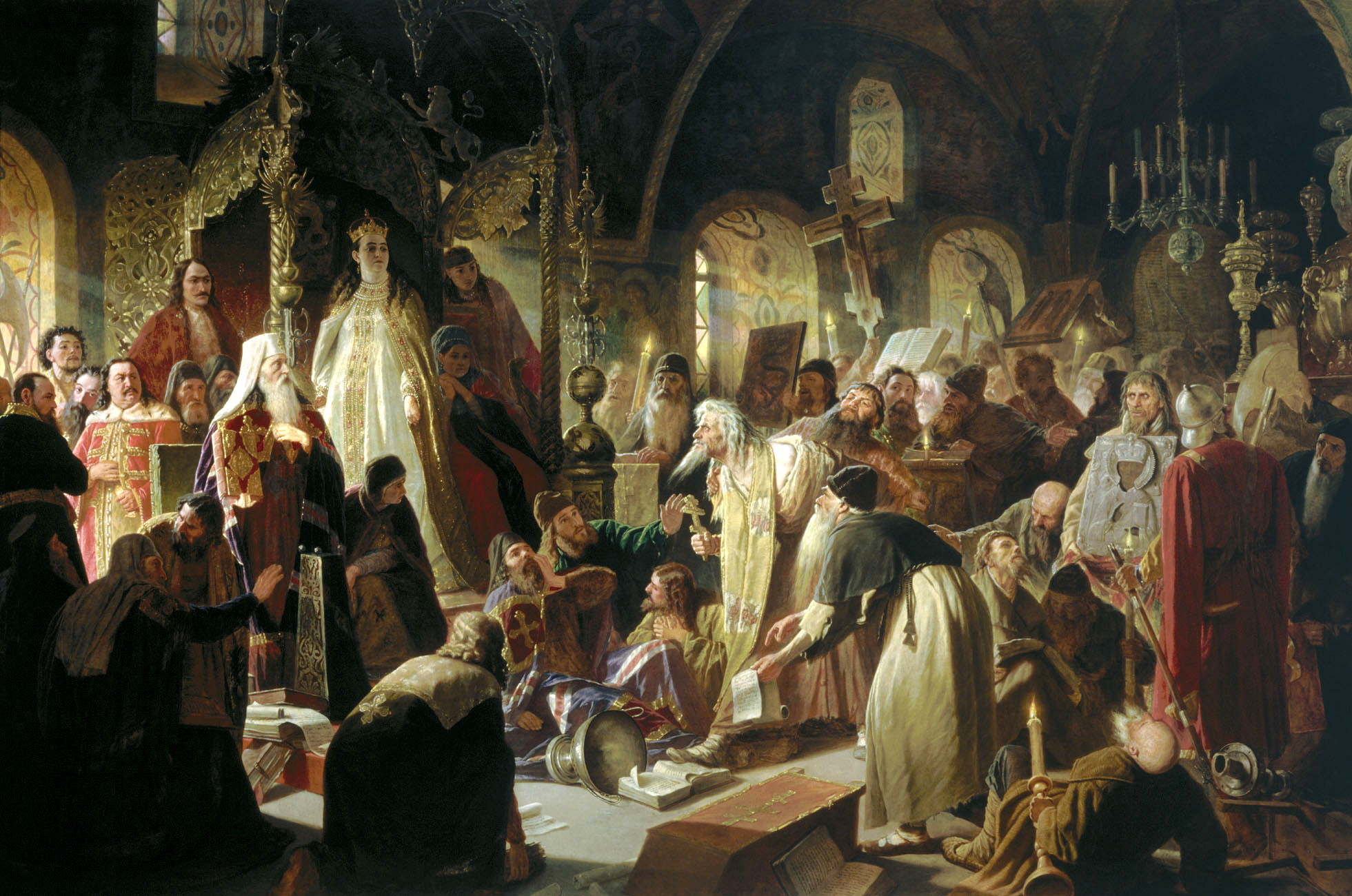
Dysputa o wierze, obraz Wasilija Pierowa. Nikita Pustoswiat stoi w środku z krzyżem w dłoni. Po lewej, w białym kłobuku, patriarcha Joachim. Na ziemi uderzony przez staroobrzędowego duchownego biskup Atanazy (Lubimow)

Nikita Konstantinowicz Dobrynin zw. Pustoswiat (zm. 11 lipca 1682 w Moskwie) – rosyjski duchowny prawosławny, a następnie staoobrzędowy. Uczestnik publicznej dyskusji o wierze z patriarchą moskiewskim i całej Rusi Joachimem 5 lipca 1682.

## Życiorys
Jako prawosławny kapłan służył w soborze Narodzenia Matki Bożej w Suzdalu.
W połowie 1659 przybył do Moskwy, by złożyć patriarsze skargę na postępowanie arcybiskupa suzdalskiego Stefana, któremu zarzucił postępowanie "wbrew zasadom świętych ojców". Śledztwo w sprawie Stefana prowadził biskup wiacki Aleksander, któremu Stefan oznajmił, iż postępował w pełnej zgodzie z poleceniami patriarchy. Jeszcze w tym samym roku Nikita Dobrynin ponownie skarżył się na arcybiskupa Stefana, zarzucając mu dodatkowo usunięcie go ze służby liturgicznej i pozbawienie dochodu. W odpowiedzi hierarcha twierdził, że ks. Dobrynin publicznie nazwał go heretykiem i zdrajcą i zaprzestał wymieniania jego imienia w stosownych momentach nabożeństw. W powtórnym postępowaniu biskup wiacki Aleksander, który zaczął już wtedy występować przeciwko Nikonowi, uznał Stefana za winnego, a sobór biskupów w 1660 pozbawił go urzędu. Decyzję tę zmienił car Aleksy, który cofnął karę wymierzoną hierarsze i pozwolił mu kontynuować działalność duszpasterską w soborze św. Archaniołów w Moskwie, zaś Nikitę Dobrynina nakazał postawić przed sądem w Suzdalu i suspendować.
Nikita Dobrynin ostro krytykował reformę patriarchy Nikona i potępiał wydawane przez niego poprawione księgi liturgiczne. Z tego powodu w grudniu 1665 został aresztowany w Suzdalu. W jego domu odkryto niedokończony tekst pisma do cara potępiającego reformę, jednego z najważniejszych i najobszerniejszych tekstów polemicznych staroobrzędowców. W maju 1666 ogłoszono pozbawienie go święceń kapłańskich i odłączenie od Cerkwi (równocześnie obłożeni klątwą zostali inni przywódcy staroobrzędowi - protopop Awwakum Pietrow oraz diakon Fiodor. Wszyscy trzej zostali uwięzieni w monasterze św. Mikołaja na Ugrieszy. Wśród staroobrzędowców suzdalski duchowny otrzymał przezwisko Pustoswiat.
Obawiając się kary śmierci, diakon Fiodor oraz Nikita Dobrynin złożył akt pokutny przed przełożonym monasteru ihumenem Wincentym. Dzięki amnestii z okazji narodzin carewicza Iwana mógł opuścić klasztor i wyjechać do Moskwy. Tam 15 listopada 1666 publicznie wyrzekł się starych obrzędów przed soborem moskiewskim. Zgromadzeni na nim hierarchowie nakazali mu publicznie potępić swoje dawne postępowanie na Placu Czerwonym, Łobnom miestie oraz przed soborem Zaśnięcia Matki Bożej. Dopiero wówczas Nikitę Dobrynina ponownie dopuszczono do sakramentów Cerkwi prawosławnej, ale nie do kapłaństwa.
W 1681 Dobrynin po raz drugi bez powodzenia ubiegał się o zgodę na powrót do kapłaństwa. Rok później wziął udział w buncie strzelców i ponownie stał się jednym z przywódców ruchu staroobrzędowego. Był głównym przedstawicielem starowierców w dyskusji o wierze, jaka odbyła się 5 lipca 1682 na Kremlu w obecności regentki Zofii. Po burzliwej debacie Nikita Dobrynin opuszczał Kreml w poczuciu zwycięstwa, jednak 7 lipca 1682 został aresztowany, gdyż strzelcy, dotąd sprzyjający staroobrzędowcom, porzucili ich. Nikita Pustoswiat został oskarżony o obrazę regentki i stracony 11 lipca 1682 w Moskwie. Według staroobrzędowej legendy jego współwyznawcy zabrali ciało z miejsca kaźni, głowę zaś wykupili od kata, po czym pogrzebali szczątki pod niepodpisanym krzyżem na cmentarzu w Gżatsku.
W kręgach staroobrzędowych Nikitę Pustoswiata wymienia się wśród pierwszych bojowników i męczenników "starej wiary", na równi z protopopami Awwakumem, Daniłem, Łazarzem oraz diakonem Fiodorem. Jego pismo potępiające reformę Nikona należy do najważniejszych tekstów konstytuujących doktrynę pierwszego pokolenia staroobrzędowców, ze strony Cerkwi Rosyjskiej polemizowali z nim m.in. Symeon Połocki i Paisjusz (Ligaridis). Tekst Nikity Pustoswiata wyróżnia się jasnością wywodu i erudycją, równocześnie jednak występują w nim zarzuty fałszywe i przesadzone, wynikające z dążenia staroobrzędowców, by udowodnić herezję działań patriarchy.